# Xestia leptophysa
Xestia leptophysa là một loài bướm đêm trong họ Noctuidae.